# Дві тисячі льє під Америкою
«Дві тисячі ліг під Америкою» (італ. Duemila leghe sotto l'America, також відомий як «Таємничий скарб») — це пригодницький науково-фантастичний роман Еміліо Сальгарі, що був написаний у 1888 році. Книжка являє собою історію пошуку скарбів у загубленому підземному світі під американським континентом.

## Сюжет

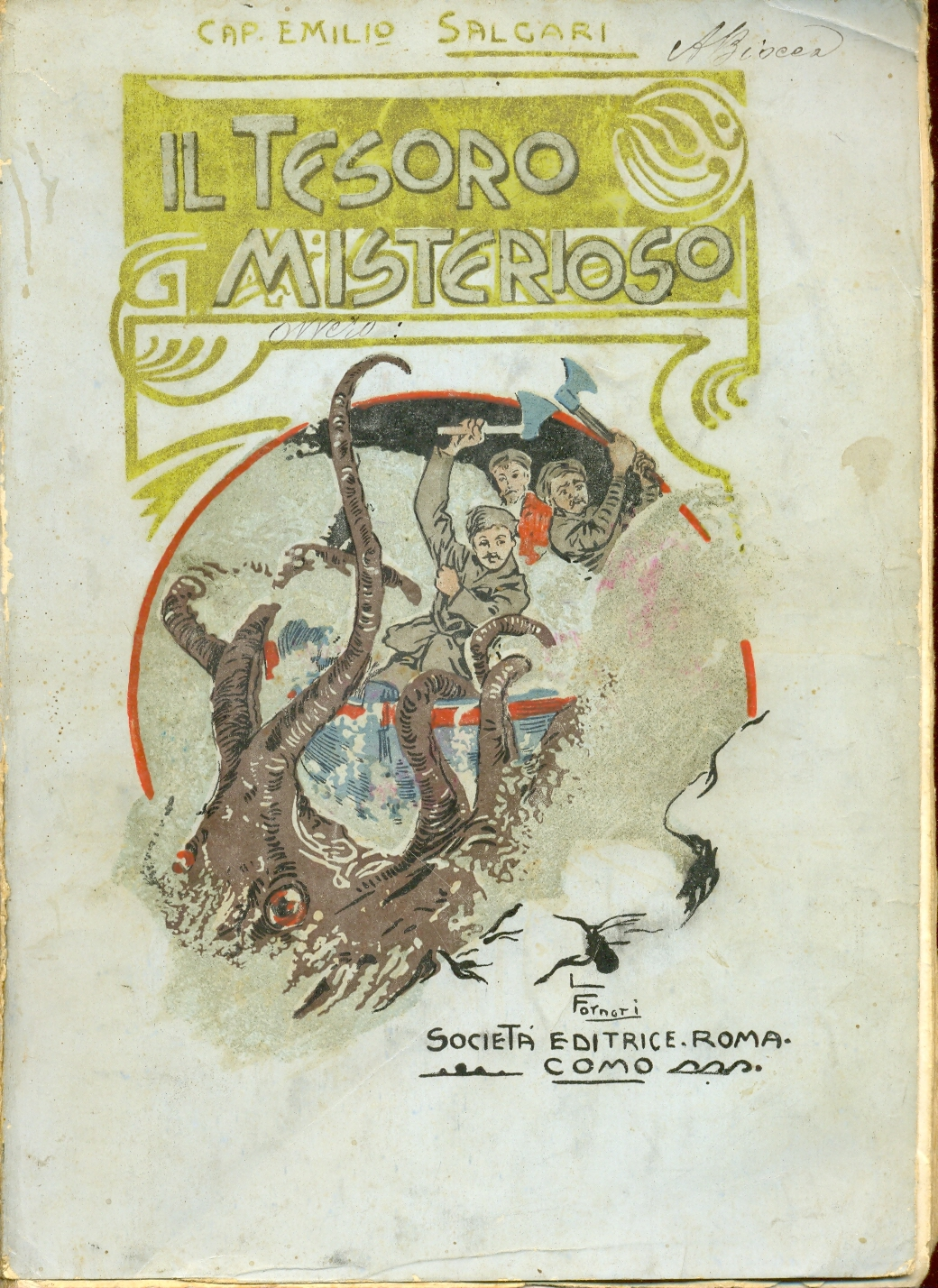
Видання роману «Таємничий скарб» 1907 р. Ілюстрація Лука Форнарі.

Старий індійський майор Смокі був пограбований і серйозно поранений групою злочинців. Відчуваючи близьку смерть, він викликає свого друга Джона Вечера і розкриває йому зміст коробки, з загадковими та важливими документами. Про все це також дізнався горезвісний Карно. Під час розшифровки документів, Вечер виявляє існування підземної вулиці, що з'єднує Кентуккі з Перу, а також з документів він визначає наявність міфічного і казкового «казначейства InChI». Морганом, Буртон та О'Коннор вирішили організувати експедицію. Захоплююча таємниця підземного світу, довжиною в дві тисячі льє в американському ґрунті створює головним героям серію перешкод. Бажання оволодіти казковим скарбом, допоможе їм подолати всі ризики і труднощі, які підготував їм підступний Карно. Відповідно до легенди, шахраї будуть трагічно покарані.